# Elezioni generali in Zambia del 1991
Le elezioni generali in Zambia del 1991 si tennero il 31 ottobre per l'elezione del Presidente e il rinnovo dell'Assemblea nazionale.

## Risultati

### Elezioni presidenziali
| Frederick Chiluba | Movimento per la Democrazia Multipartitica | 972 605   | 75,77 |  |  |  |  |  |
| Kenneth Kaunda    | United National Independence Party         | 311 022   | 24,23 |  |  |  |  |  |
| Totale            | Totale                                     | 1 283 627 | 100   |  |  |  |  |  |
|                   |                                            |           |       |  |  |  |  |  |
| Voti non validi   | Voti non validi                            | 41 531    | 3,13  |  |  |  |  |  |
| Votanti           | Votanti                                    | 1 325 158 |       |  |  |  |  |  |

### Risultati per provincia
| Provincia                | Chiluba | Kaunda  | Totale    |
| ------------------------ | ------- | ------- | --------- |
| Centrale (fonte)         | 74.355  | 25.581  | 99.936    |
| Copperbelt (fonte)       | 271.945 | 28.085  | 300.030   |
| Orientale (fonte)        | 44.483  | 126.961 | 171.444   |
| Luapula (fonte)          | 83.039  | 10.189  | 93.228    |
| Lusaka (fonte)           | 128.709 | 39.466  | 168.175   |
| Settentrionale (fonte)   | 119.685 | 21.293  | 140.978   |
| Nord-occidentale (fonte) | 46.950  | 19.941  | 66.891    |
| Meridionale (fonte)      | 128.589 | 22.299  | 150.888   |
| Occidentale (fonte)      | 75.150  | 17.207  | 92.357    |
| Totale                   | 972.905 | 311.022 | 1.283.927 |

### Elezioni parlamentari
| Liste                                      | Voti      | %     | Seggi |
| ------------------------------------------ | --------- | ----- | ----- |
| Movimento per la Democrazia Multipartitica | 947 777   | 74,29 | 125   |
| United National Independence Party         | 314 726   | 24,67 | 25    |
| Alleanza Democratica Nazionale             | 1 695     | 0,13  | –     |
| Partito Democratico Nazionale              | 803       | 0,06  | –     |
| Partito Democratico                        | 120       | 0,01  | –     |
| Indipendenti                               | 10,667    | 0,00  | –     |
| Totale                                     | 1 275 788 | 100   | 150   |

### Risultati per provincia
| Provincia                | MMD     | UNIP    | NDA   | NDP | DP  | Ind.   | Totale    |
| ------------------------ | ------- | ------- | ----- | --- | --- | ------ | --------- |
| Centrale (fonte)         | 70.547  | 26.059  |       | 234 |     |        | 96.840    |
| Copperbelt (fonte)       | 265.040 | 30.991  | 489   | 158 | 120 | 608    | 297.406   |
| Orientale (fonte)        | 41.257  | 124.089 |       |     |     | 3.380  | 168.726   |
| Luapula (fonte)          | 80.306  | 11.497  |       |     |     |        | 91.803    |
| Lusaka (fonte)           | 130.830 | 39.073  | 1.206 | 352 |     | 1.259  | 172.720   |
| Settentrionale (fonte)   | 116.828 | 22.144  |       |     |     | 750    | 139.722   |
| Nord-occidentale (fonte) | 43.529  | 19.506  |       |     |     | 2.563  | 65.598    |
| Meridionale (fonte)      | 125.372 | 23.601  |       | 59  |     | 1.265  | 150.297   |
| Occidentale (fonte)      | 74.068  | 17.766  |       |     |     | 842    | 92.676    |
| Totale                   | 947.777 | 314.726 | 1.695 | 803 | 120 | 10.667 | 1.275.788 |